# Zîrnești, Cahul
Zîrnești este un sat în raionul Cahul, Republica Moldova, reședința comunei cu același nume.

## Istorie
Localitatea este menționată în scris pentru prima dată într-un „ispisoc de moșie Zernești, din let 7002 <1494> martie 2, de la răposatul domn Ștefan voievod, prin care să dovedește ca au cumpărat-o, cu 30 zloți tătărăști, feciorii Barbului Burcei, Andrica, Petre și Costin”.

## Demografie

### Structura etnică
Structura etnică a satului Zîrnești conform recensământului populației din 2004:
| Grup etnic                                               | Populație | % Procentaj  |
| -------------------------------------------------------- | --------- | ------------ |
| Băștinași declarați Moldoveni Băștinași declarați Români | 1677 45   | 87,89% 2,36% |
| Țigani                                                   | 120       | 6,29%        |
| Bulgari                                                  | 19        | 1,00%        |
| Ruși                                                     | 19        | 1,00%        |
| Ucraineni                                                | 14        | 0,73%        |
| Găgăuzi                                                  | 6         | 0,31%        |
| Alții                                                    | 8         | 0,42%        |
| Total                                                    | 1908      | 100%         |

## Personalități născute aici
- Ion Niculiță (1939 - 2022), istoric.